# Enrico Pescatore
Enrico Pescatore (? - 1232) was een Genuese avonturier, piraat en later Graaf van Malta.

## Biografie
In het begin van de nautische carrière van Enrico was hij voornamelijk actief als piraat op de Middellandse Zee en later trad hij in dienst voor de Duitse keizer. Enrico was getrouwd met een dochter van Guiglielmo Grasso en erfde van hem in 1204 het Graafschap Malta.  In 1206 was hij in staat om grote delen van Kreta te veroveren, maar na een paar jaar werd hij van het eiland verdreven door de Venetianen. In 1225 kreeg hij de taak om Yolande van Jeruzalem te vervoeren voor haar huwelijk met Keizer Frederik II. Hij overleed in 1232 en werd opgevolgd door zijn zoon Nicolò.